# 布恰
布恰（烏克蘭語：Буча，羅馬化：Bucha，發音：[ˈbut͡ʃɐ] ⓘ）是乌克兰基辅州布恰区布恰市镇内的城市，为该区及该市镇的行政中心，2020年7月18日前为该州的州辖市。该市坐落在布恰河和罗卡奇河之间，距離首都基輔30公里，面積26.57平方公里，海拔高度148米，2022年人口数量为37,321人。

## 历史

### 布恰战役
在2022年俄羅斯入侵烏克蘭期间，作为基辅攻势的一部分，该市发生了激烈的战斗，导致俄军损失惨重。这座城市在3月12日被俄罗斯军队占领，2022年3月31日，市长阿納托利·費多魯克宣布乌克兰军队重新夺回该市。

### 布恰大屠杀
2022年4月2日，大量记者进入此处，揭发了俄军犯下的骇人听闻的战争罪行。新闻报道和视频显示，该市的街道上布满了平民尸体，一些人的手被绑住。据初步估计，至少有20具尸体。隨後報道，至少410人被發現埋在亂葬崗。這些屍體包括男人、女人和兒童。截止6月14日，有超過1600具遺體被發現。

## 交通运输
- 布查車站

## 友好城市
- 義大利 奥斯佩达莱托
- 乌克兰 科韋利
- 匈牙利 布乔
- 法國 蓬德谢吕
- 波蘭 圖申
- 乌克兰 佳奇夫
- 波蘭 亚罗钦
- 乌克兰 比爾霍羅德-德涅斯特羅夫斯基
- 立陶宛 帕兰加
- 波蘭 普什奇納
- 斯洛維尼亞 什科菲亞洛卡
- 北馬其頓 卡瓦達爾奇
- 波蘭 卡托维兹
- 葡萄牙 卡斯凯什
- 德国 贝吉施格拉德巴赫
- 義大利 贝加莫
- 美国 奥尔巴尼

## 图集

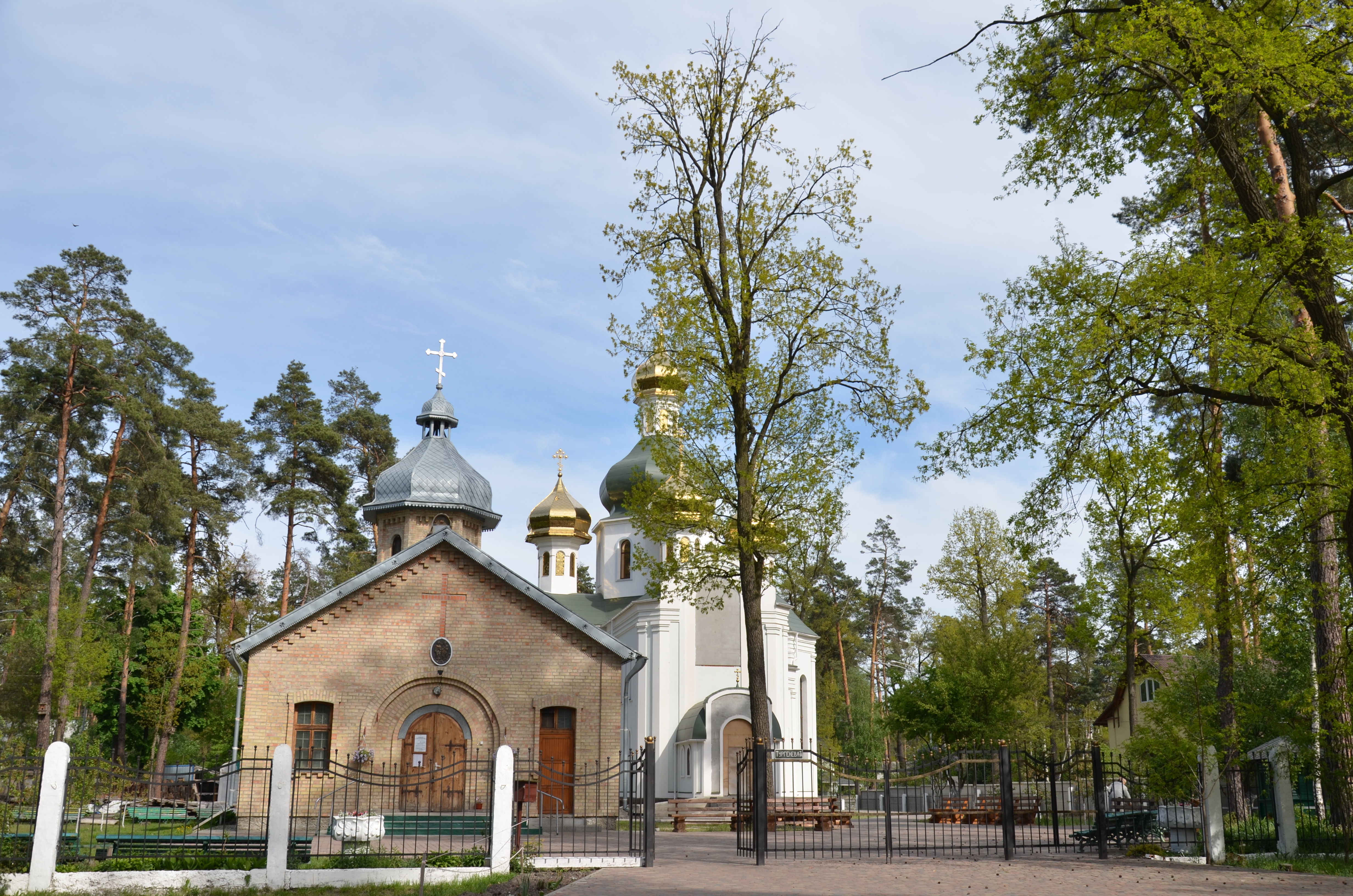
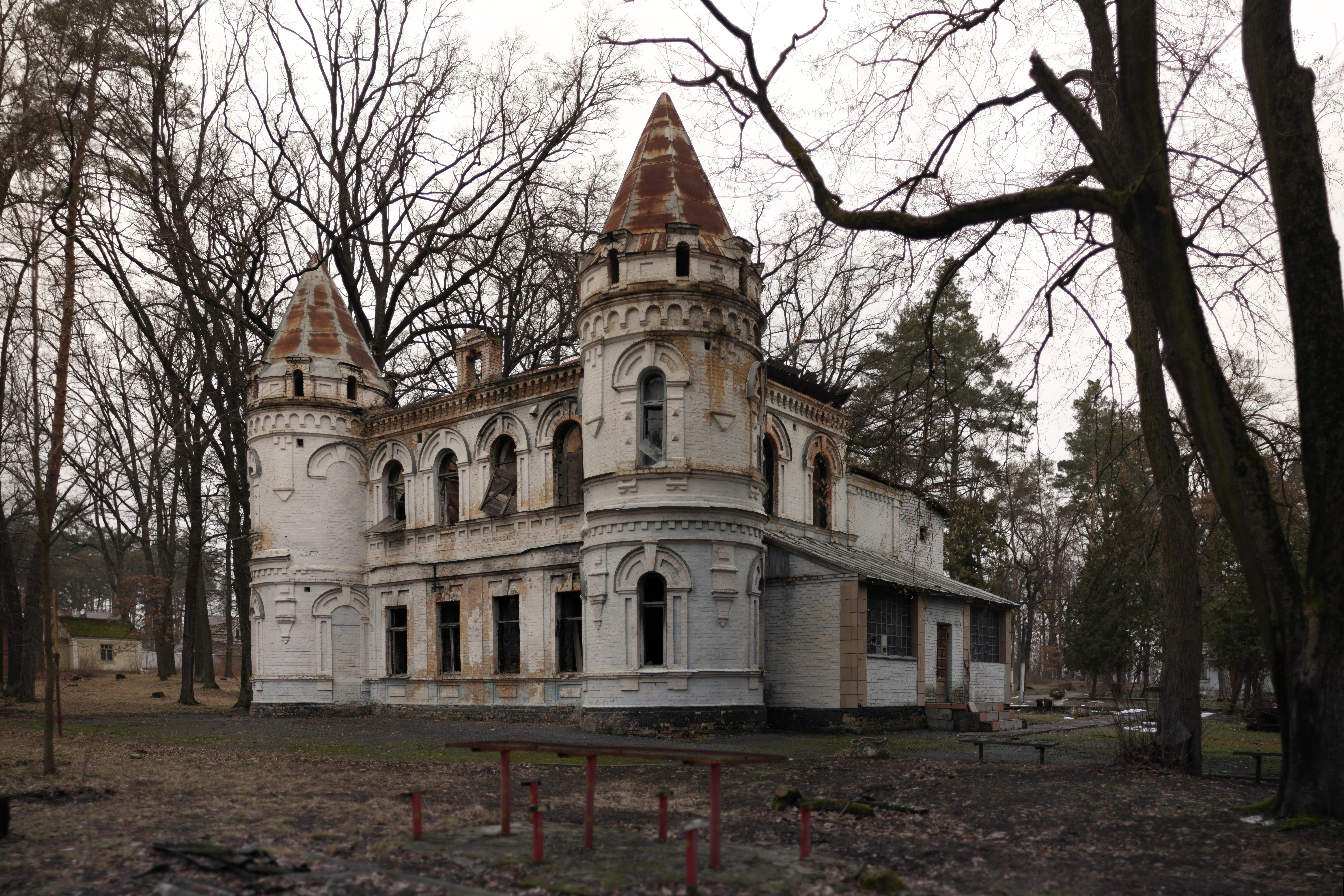
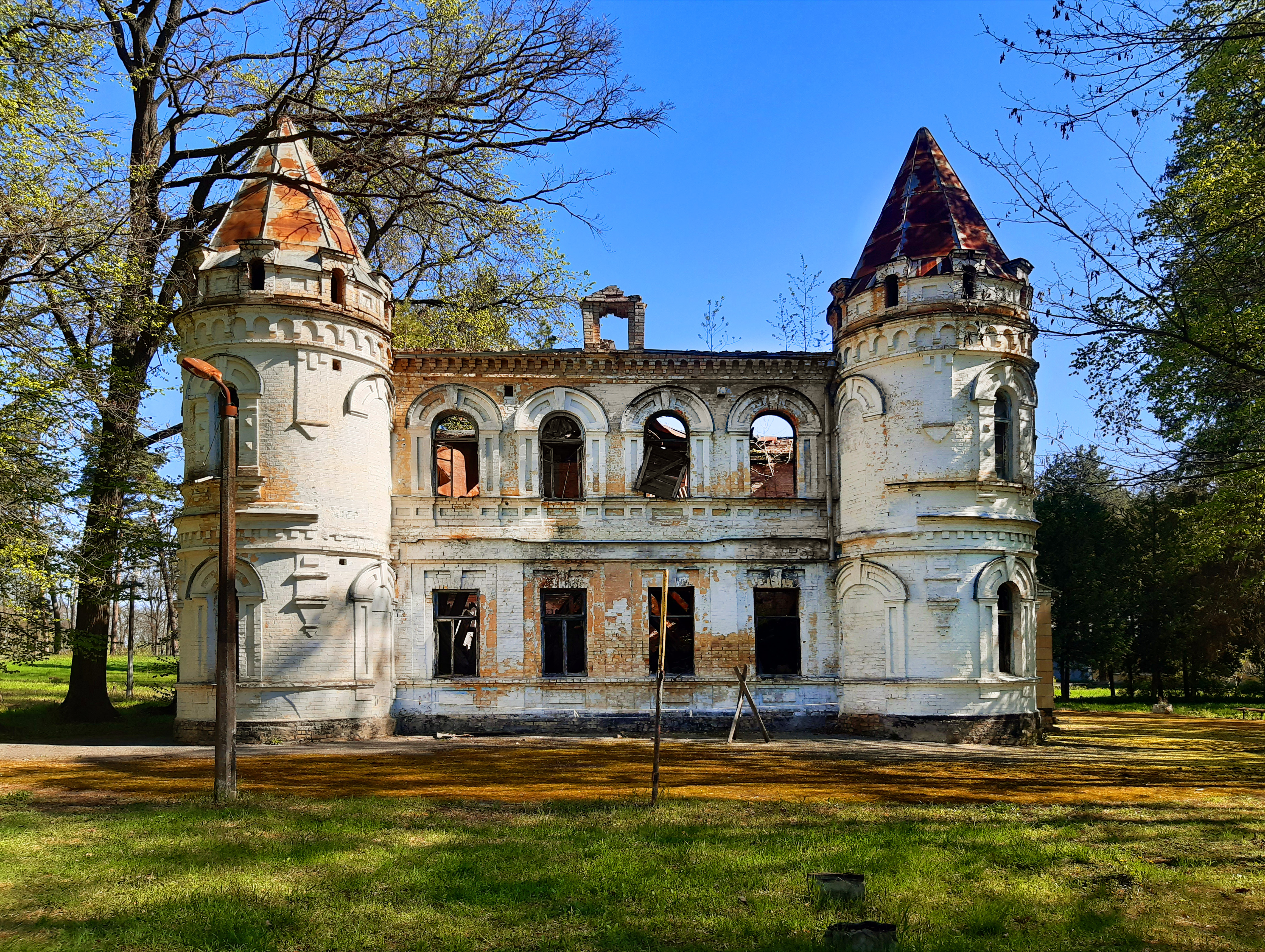
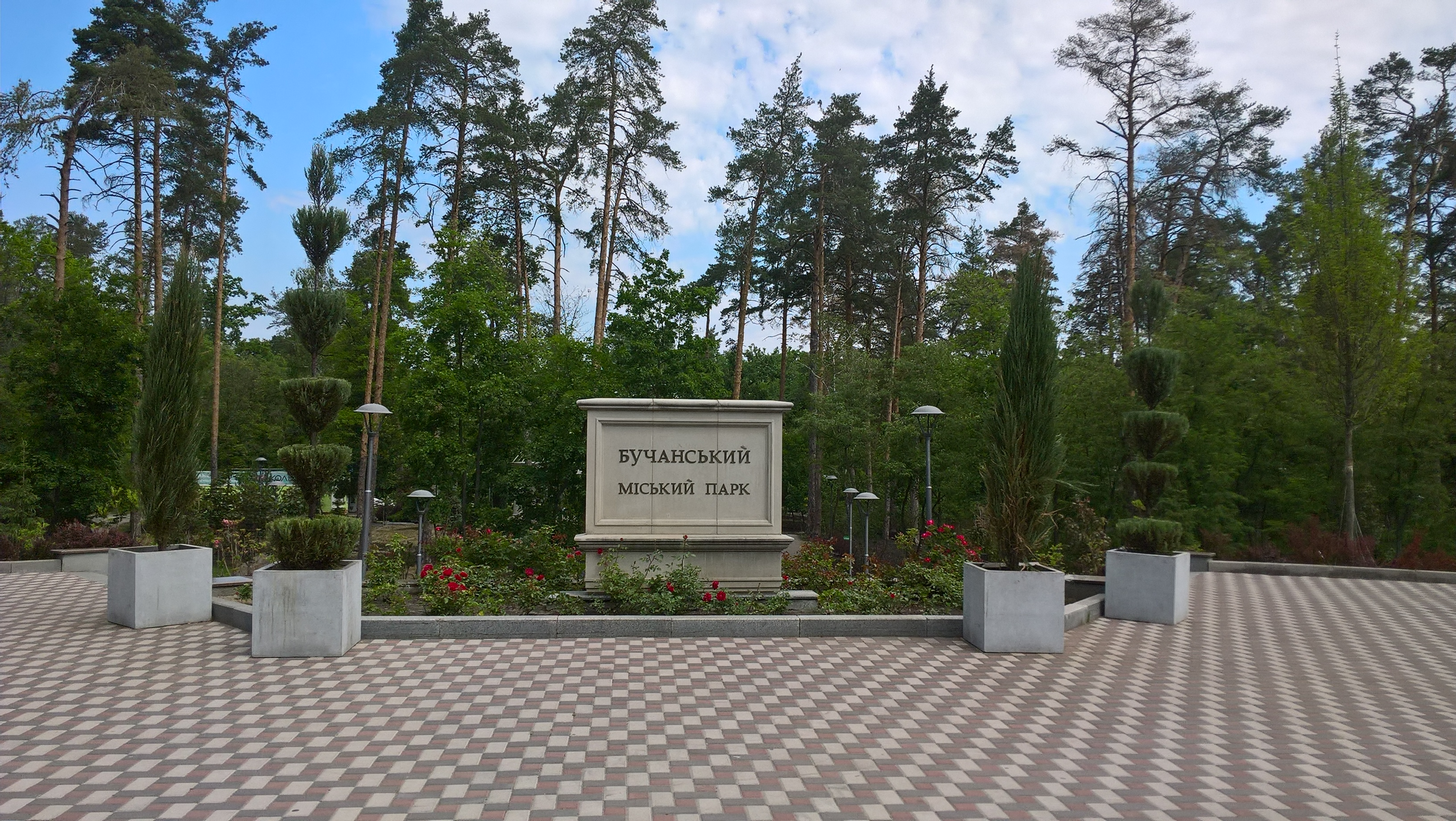
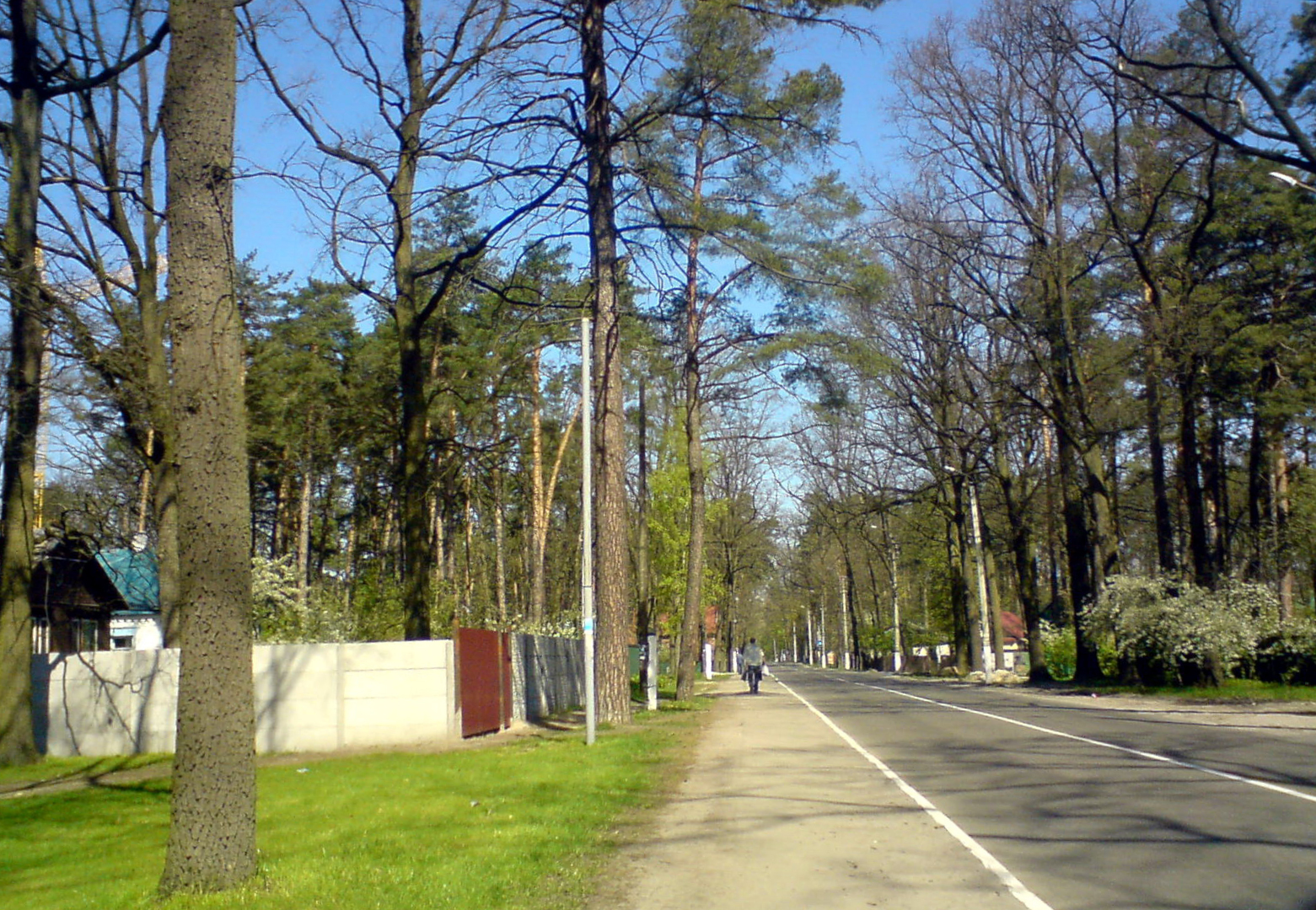
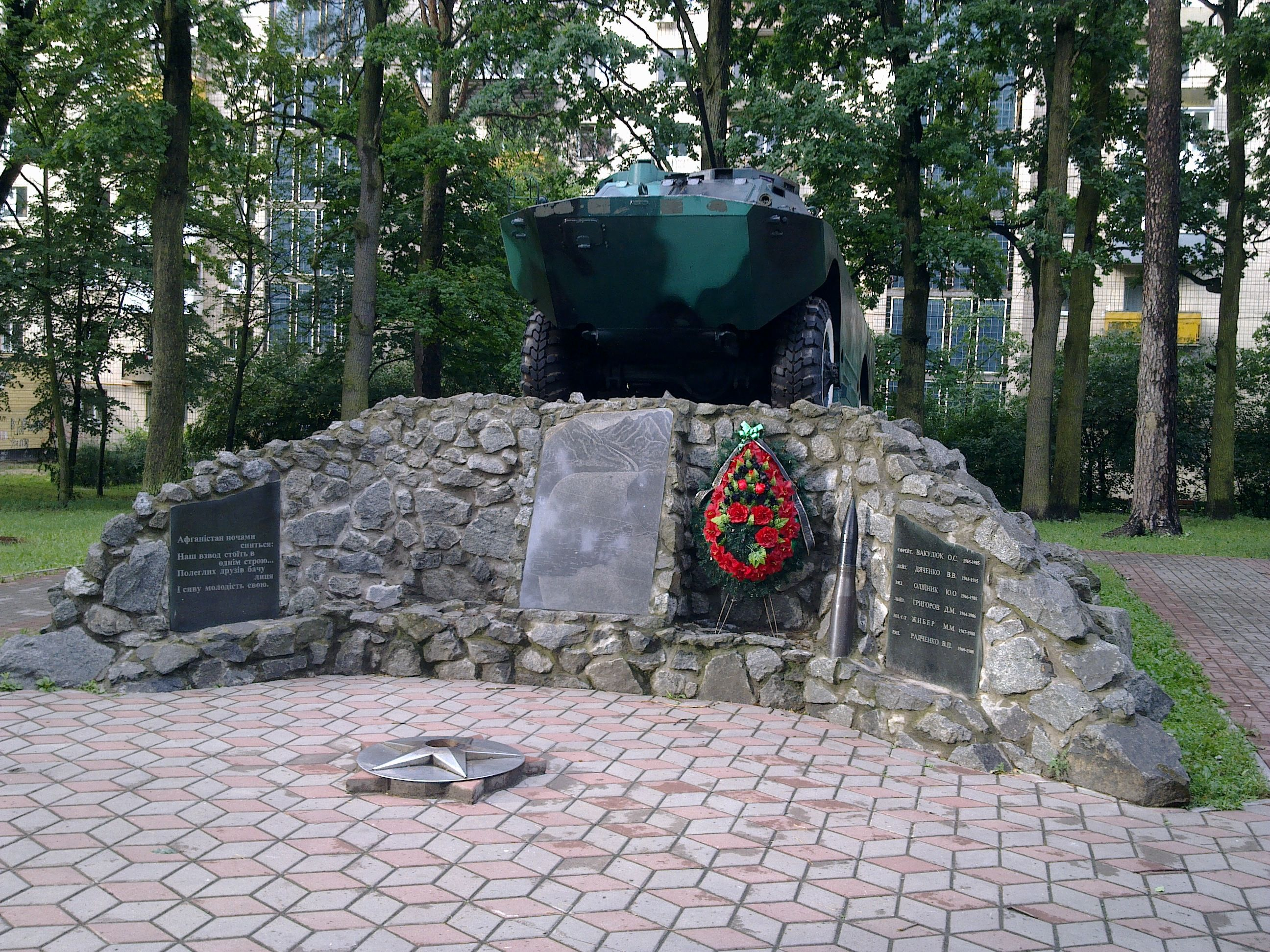
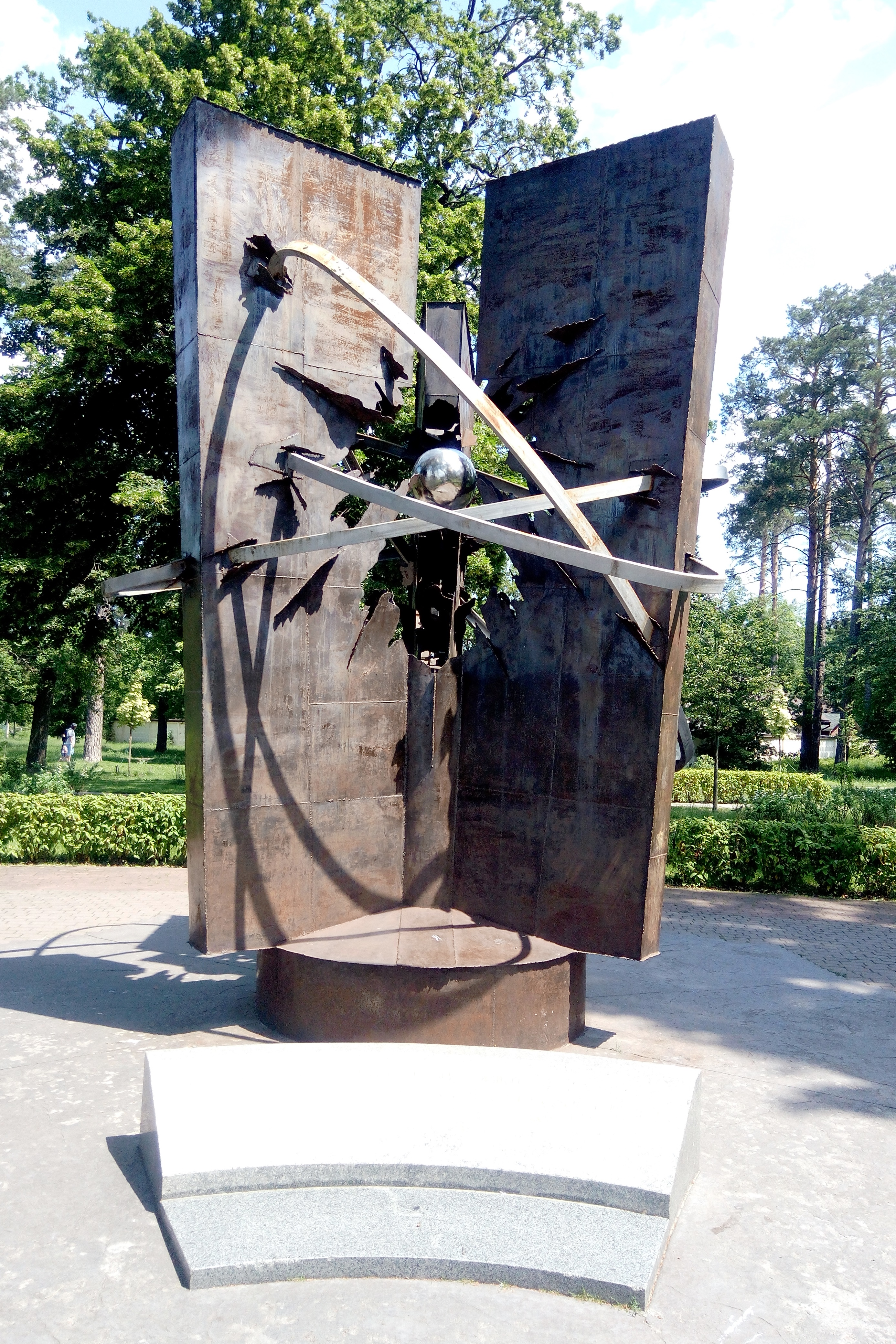
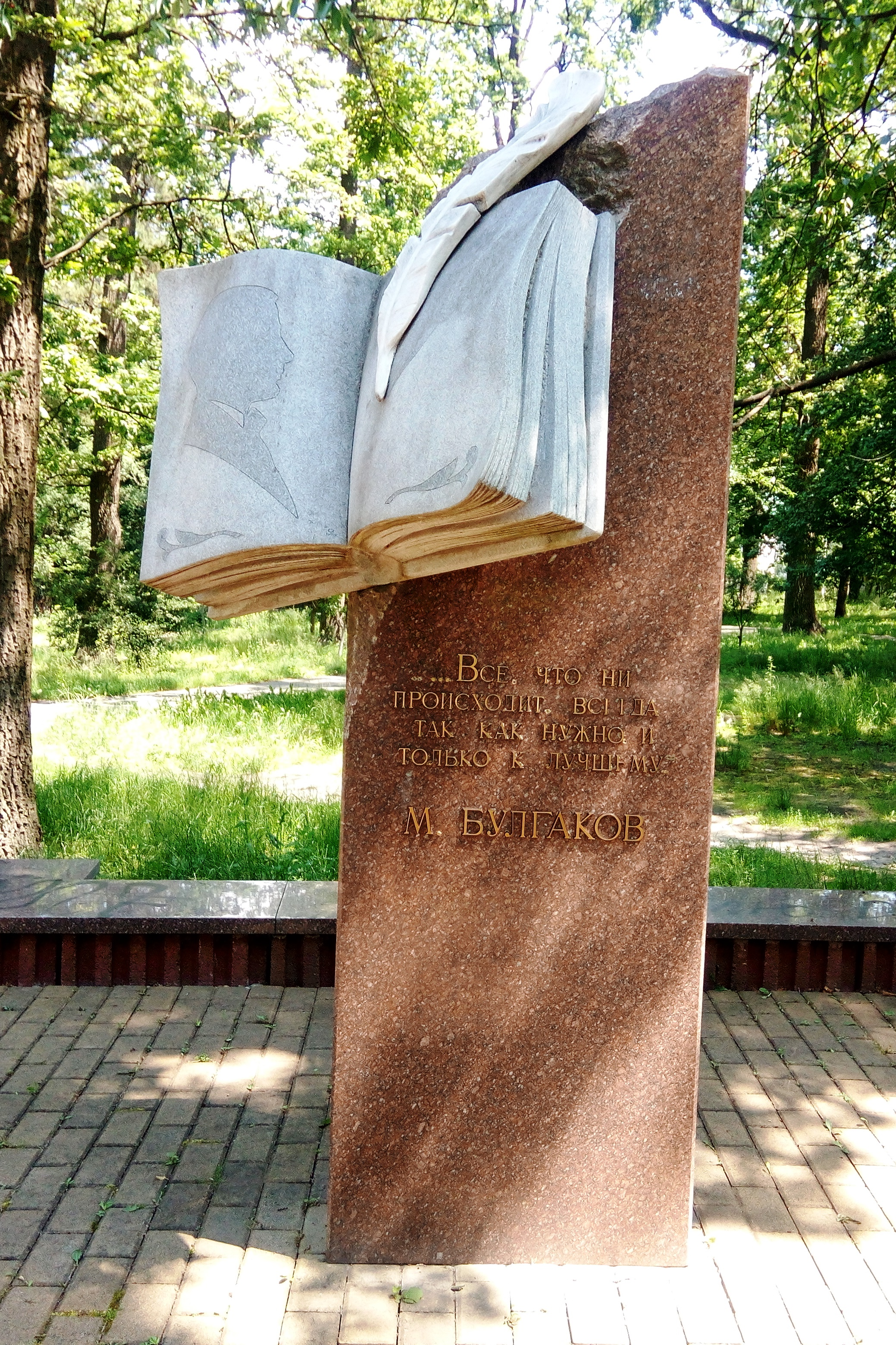
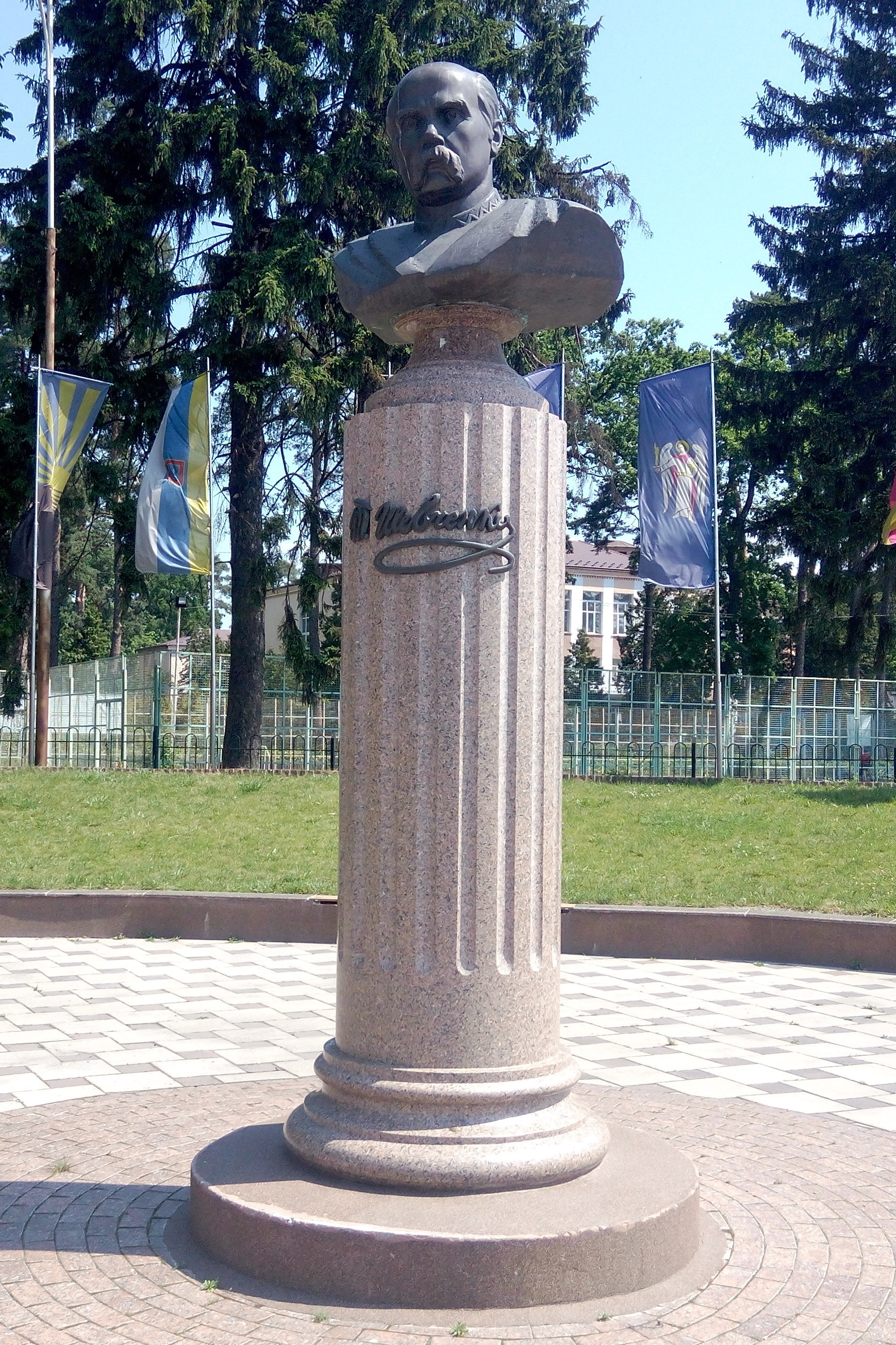
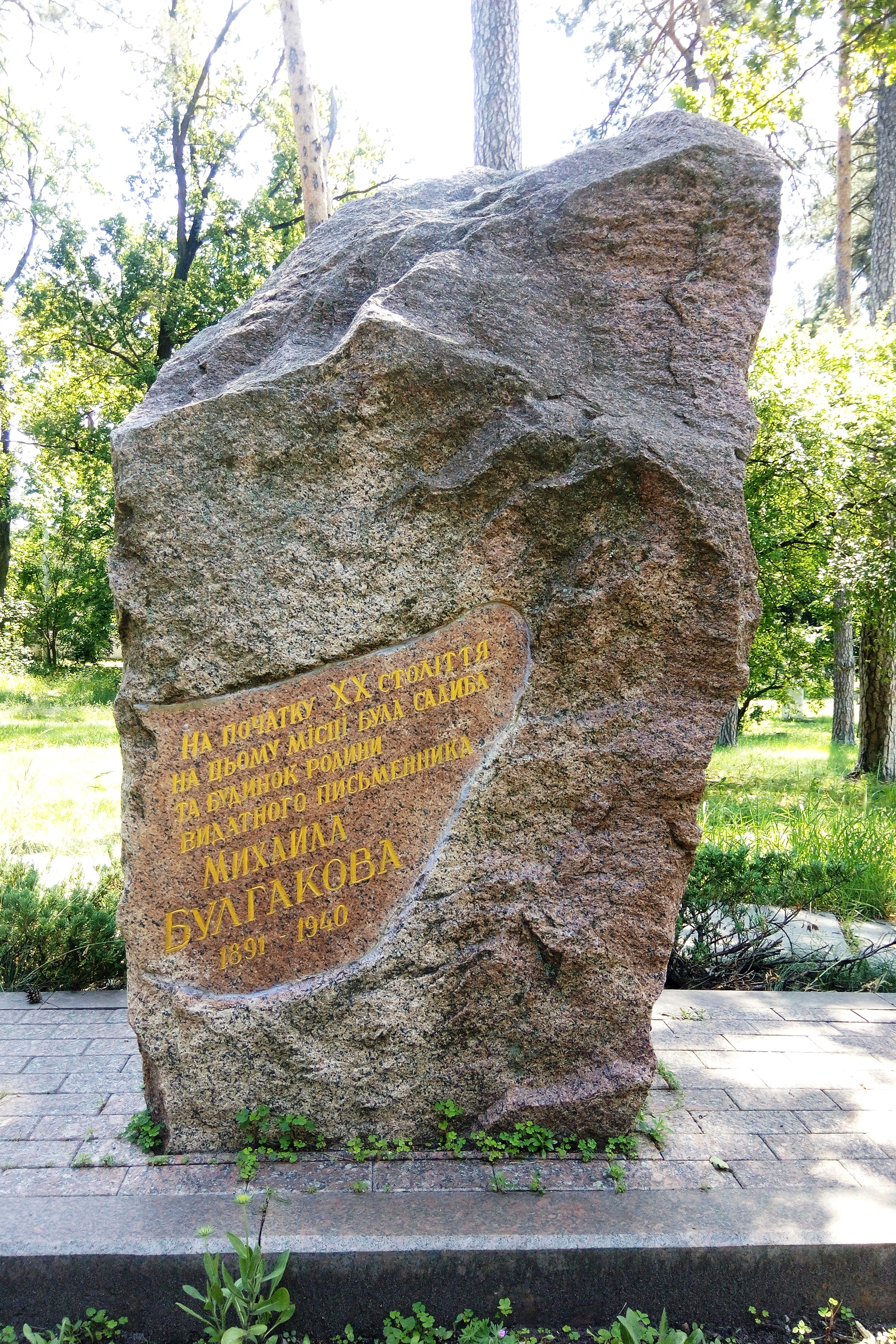
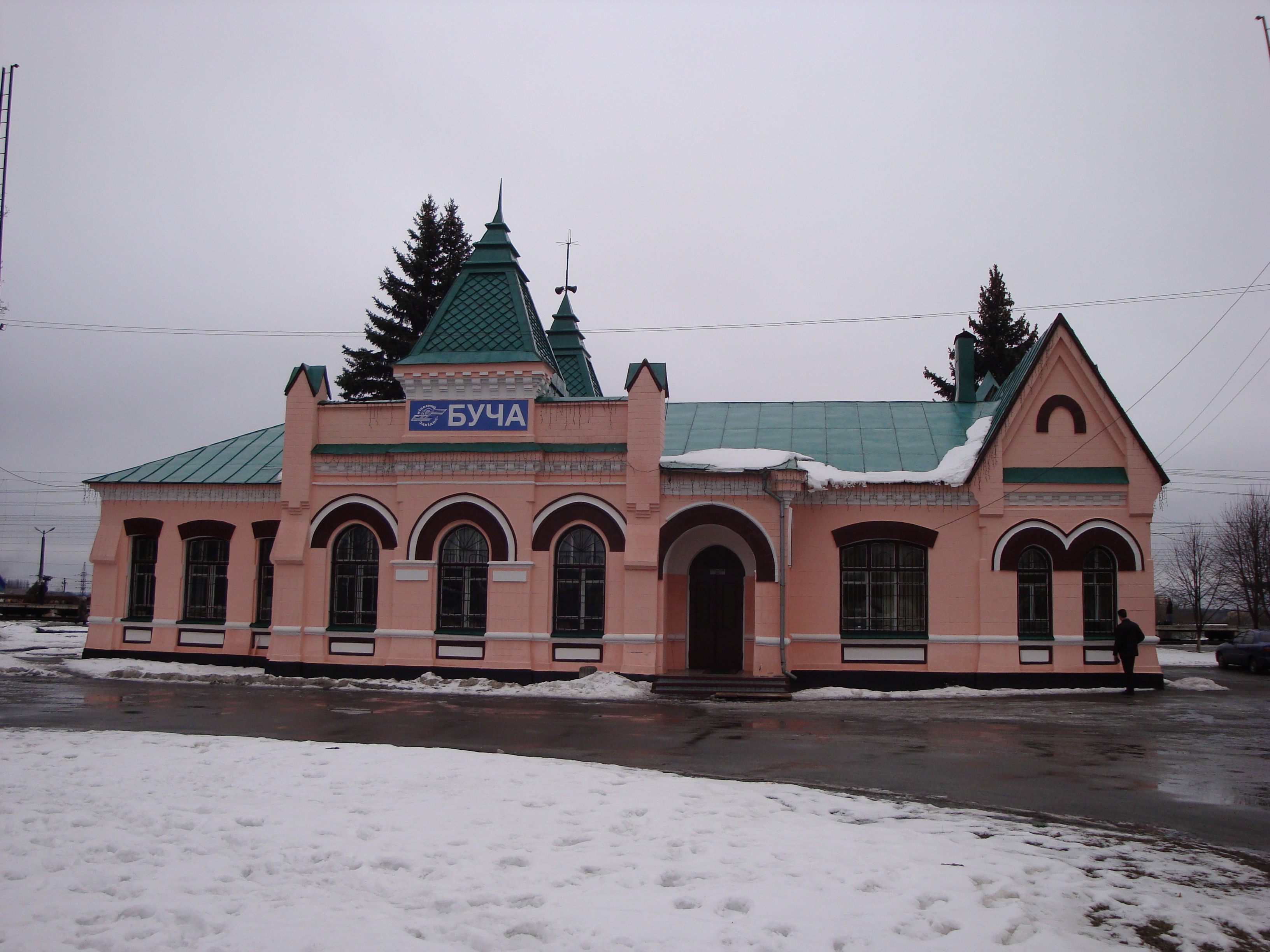